# 华南条蕨
华南条蕨（学名：Oleandra cumingii），为条蕨科条蕨属下旺季的一个植物种。